# شهرآرا (چالوس)
شهرارا، روستایی است از توابع بخش مرکزی شهرستان چالوس در استان مازندران ایران.

## جمعیت
این روستا در دهستان کلارستاق شرقی قرار دارد و براساس سرشماری مرکز آمار ایران در سال ۱۳۸۵، جمعیت آن ۳۰۰ نفر (۸۰خانوار) بوده‌است. مردم شهرآرا از قومیت طبری هستند. مردم شهرآرا به زبان طبری با گویش چالوسی سخن می‌گویند.